# Airan
Airan település Franciaországban, Calvados megyében. Lakosainak száma 670 fő (2018. január 1.). Airan Billy, Canteloup, Cesny-aux-Vignes, Cléville, Croissanville, Fierville-Bray, Moult és Vieux-Fumé községekkel határos.

## Népesség
A település népességének változása:
| Lakosok száma | 358  | 437  | 662  | 692  | 594  | 688  | 679  | 1791 | 670  | 670  |
|               | 1968 | 1975 | 1982 | 1999 | 2006 | 2011 | 2013 | 2016 | 2017 | 2018 |